# 袁永廉

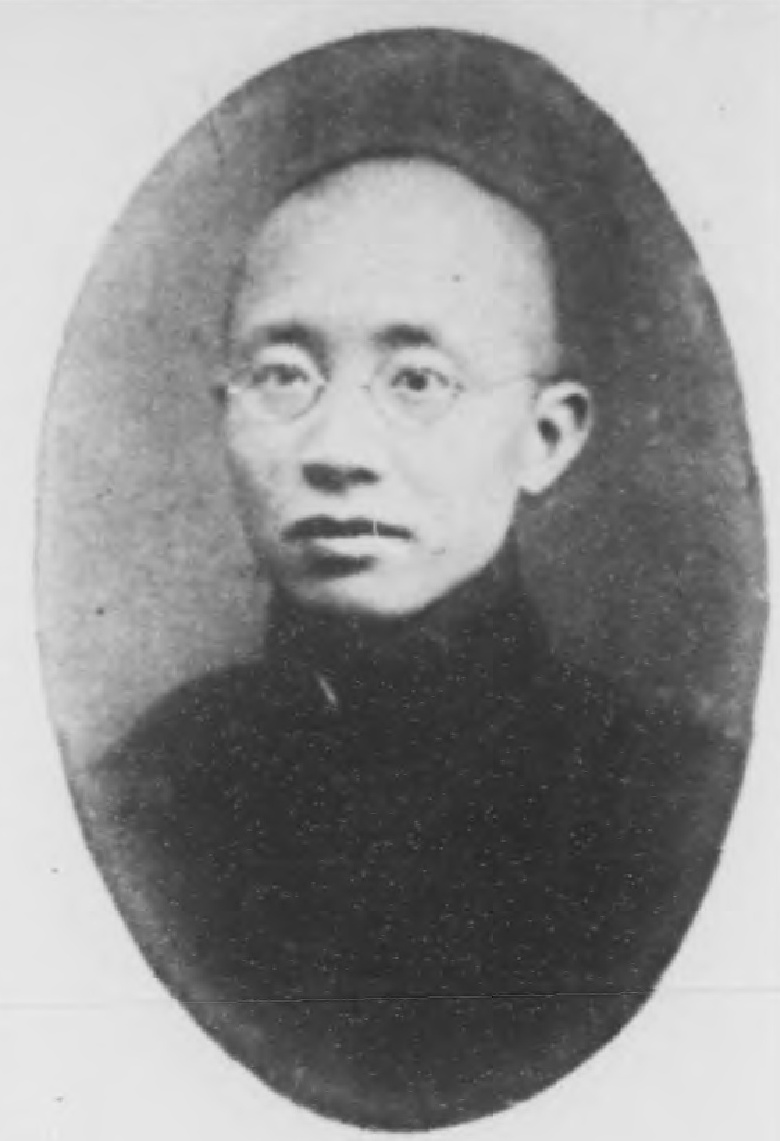

袁永廉（?—?），字履清，贵州贵阳人，清朝政治人物，同進士出身。
光緒三十年（1904年）太后七旬改政甲辰恩科進士，三甲二十三名，授戶部主事，官山西財政副監理。